# Борьбисты
Борьбисты (укр. Борьбисти / борбисти) — краткое название Украинской партии левых социалистов-революционеров (борьбистов). Левая фракция всероссийской Партии социалистов-революционеров на территории Украины (не путать с Украинской партией социалистов-революционеров (боротьбистов), которая возникла летом 1918 года как левая фракция УПСР), выделившаяся в отдельную левоэсеровскую партию. Название происходит от центрального партийного органа — русскоязычной газеты «Борьба» (1919—1920).

## Предыстория. УПЛСР
После Октябрьской революции левое крыло в составе украинских ячеек всероссийской эсеровской партии было довольно сильно: весь Южно-Русский областной комитет ПСР был преобразован в соответствующую краевую организацию ПЛСР, а харьковская ячейка последней была крупнейшей на территории всей бывшей Российской империи, насчитывая 10200 зарегистрированных членов. Точная дата образования Украинской партии левых социалистов-революционеров неизвестна; её газета «Трудовая мысль» впервые объявила о ней в феврале-марте 1918 года. Вскоре из-за оккупации Украины вооруженными силами Центральных держав многие члены партии были вынуждены эмигрировать. В борьбе против режима гетмана Скоропадского левые эсеры вошли с большевиками в состав подпольного украинского советского правительства («Повстанческую девятку»). Подпольный учредительный съезд УПЛСР прошёл в Одессе 28 июня — 1 июля 1918 года, накануне III съезда ПЛСР.
Украинская партия в целом неодобрительно отнеслась к вооружённому противостоянию своих русских товарищей с большевиками в Москве и июле 1918 года, но гордилась организованным совместно с ПЛСР убийством германского фельдмаршала Герман фон Эйхгорна, осуществлённым её членом Б. М. Донским. Кроме того, активисты партии готовили покушение на гетмана, министра земельных дел, а также ряд других немецких и австро-венгерских генералов. В сентябре 1918 года УПЛСР, продолжавшая отстаивать блок с коммунистами, официально отделилась от порвавших с ними российской левых эсеров. При этом в состав ЦК УПЛСР были введены такие общероссийские левоэсеровские лидеры, как Борис Камков, Владимир Карелин и Михаил Крушинский, который под фамилией Белковский установил контакты с Нестором Махно.
Партия организовала собственные крестьянские повстанческие отряды, объявив начало восстания против гетманского режима и австро-германской оккупации на 15 октября 1918 года. Действовали они преимущественно в Харькове (левоэсеровские отряды Ю. В. Саблина первыми из красных вступили в город) и Херсонской губернии (где они пытались взять под контроль отряды атамана Никифора Григорьева). После взятия красными Киева с 8 февраля здесь начал выходить печатный орган ЦК УПЛСР.

## УПЛСР (борьбистов)
На II Всеукраинском съезде УПЛСР в марте 1919 года произошло её размежевание на два течения. Организационным ядром новой партии стало левое меньшинство, создавшее самостоятельное Центральное Оргбюро (ЦОБ) и объединившееся вокруг газеты «Борьба» под названием УПЛСР (борьбистов). Остальная часть УПЛСР, осудившая большевиков за гонения на российских левых эсеров, официально стала называться УПЛСР (интернационалистов), но также была известна как «активисты». Их лидеры, включая Павла Бойченко, потребовали роспуска ЦОБ, вызвав окончательный раскол и обособление УПЛСР(б) в ходе III Всеукраинского съезда (45 участников) в Киеве в конце мая — начале июня 1919 года.
Лидерами новой партии стали Евгений Терлецкий, Николай Алексеев, Сергей Мстиславский, Владимир Качинский, Александр Залужный, братья Г. Б. и Л. Б. Смолянские, Г. Л. Лесовский и другие, включая перешедших из ПСР Я. В. Брауна, И. А. Прилежаева и В. И. Ревзину. Позиция борьбистов в целом повторяла линию Партии революционного коммунизма (ПРК) в России на сохранение «единого революционного фронта» с коммунистами. Борьбисты также объявили о своем признании Советской власти и желании сотрудничать с КП(б)У. В то же время вместо «диктатуры пролетариата» они выступали под собственными лозунгами «диктатуры трудящихся классов» и «борьбы за демократию» против «диктатуры партии». Исходя из своей аграрной программы социализации земли, негативно относились к комитетам бедноты и незаможных селян, подозревая большевиков в стремлении подменить социализацию национализацией. Общая платформа УПЛСР, как и ПРК, обозначалась как «интегральный социализм», эклектически сочетающий принципы революционного народничества и марксизма; впоследствии, в среде борьбистов всё большее влияние приобретал «революционно-социалистический синдикализм».
В 1919 году борьбисты входили в органы советской власти (ЦИК УССР, в местные советы и ревкомы), принимали участие в борьбе против деникинцев и григорьевцев. В декабре 1919 года между ЦК УПЛСР(б) и ЦК КП(б)У было заключено соглашение о сотрудничестве, и представитель борьбистов Евгений Терлецкий вошел в состав Всеукрревкома. В начале 1920 года партия насчитывала 7700 членов.

## Самороспуск. ПЛСР (синдикалистов)
23 апреля 1920 года Всеукраинское совещание борьбистов постановило начать подготовку к самоликвидации партии и вступлению в РКП(б). В июне 1920 года, ЦК УПЛСР(б) и ЦК КП(б)У заключили соответствующее соглашение о самоликвидации партии борьбистов и вступление ее «лучших представителей» в КП(б)У, что подтвердил и IV съезд борьбистов, открывшийся 13 июля 1920 года. 
Это вызвало раскол в УПЛСР(б): несогласное с самороспуском течение в лице 37 делегатов съезда, покинувших его, создало оргбюро в составе Василия Арнаутова, Станислава Мстиславского, Якова Брауна и впоследствии приняло название ПЛСР (синдикалистов) Украины. Затем в сентябре 1920 года на даче под Харьковом произошёл и IV съезд УПЛСР(и), на котором столкнулись сторонники легализации (включая Исаака Штейнберга) и непримиримая оппозиция к большевикам (включая Владимира Трутовского). Оппозиционеры были вскоре арестованы, а их партия — объявлена организацией, «враждебной советскому строю» и «подлежащей ликвидации»; однако это постановление не было распространено на легалистов, которые, хотя и выразили несогласие с методами большевиков, официально заявили об отказе от борьбы за власть и всемерной поддержке Красной армии в борьбе с контрреволюцией. 
ПЛСР (синдикалистов) Украины вступила в Москве в переговоры об объединении всех левонароднических групп, а в декабре 1920 года объединилась с меньшинством УПЛСР (интернационалистов) в Партию левых социалистов-революционеров объединённых (интернационалистов и синдикалистов) Украины.
По предложению ЦК РК(б)П члены УПЛСР(б) принимались в КП(б)У в индивидуальном порядке; некоторые из них, в том числе В. М. Качинский, С. Д. Мстиславский, Е. П. Терлецкий, входили в состав правительства УССР.